# Noerine Kaleeba

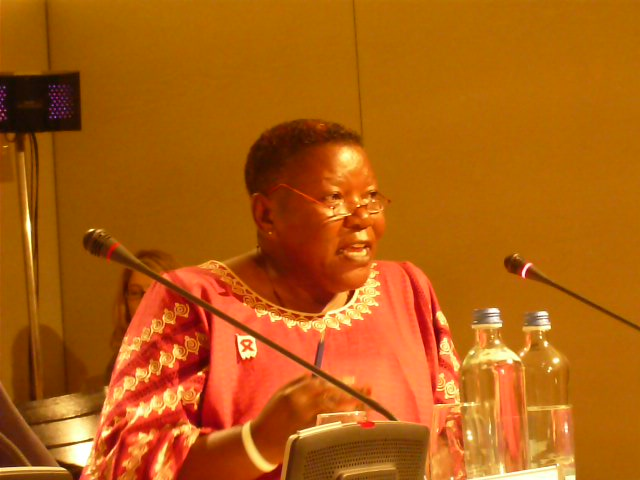
Noerine Kaleeba tại Concord AidWatch 2009

Noerine Kaleeba là một bác sĩ vật lý trị liệu, nhà giáo dục và nhà hoạt động chống bệnh AIDS người Uganda. Bà là người đồng sáng lập nhóm hoạt động phòng chống AIDS " Tổ chức hỗ trợ AIDS " (TASO). Bà hiện là cố vấn phát triển chương trình cho Chương trình Liên hợp quốc về HIV/AIDS (UNAIDS). Bà cũng là người bảo trợ của TASO.

## Lý lịch
Noerine Kaleeba tốt nghiệp chuyên ngành chỉnh hình, vật lý trị liệu và phục hồi chức năng cộng đồng tại Đại học Makerere ở Kampala, và Bệnh viện Chỉnh hình &amp; Bệnh viện Robert Jones &amp; Agnes Hunt ở Oswestry, Anh. Bà đã làm việc như một nhà vật lý trị liệu tại Bệnh viện Mulago, và là hiệu trưởng của Trường Vật lý trị liệu Mulago cho đến năm 1987.

## TASO
Vào tháng 6 năm 1986, Kaleeba nhận được một cuộc gọi rằng chồng bà, Christopher, đã bị bệnh nặng khi ông ở Anh làm việc với các bậc thầy về xã hội học và khoa học chính trị. Ông được chẩn đoán bị AIDS. Ông qua đời vào tháng 1 năm 1987, khiến Kaleeba đồng sáng lập một nhóm hỗ trợ cùng năm đó, Tổ chức Hỗ trợ AIDS (TASO). Mục tiêu của tổ chức là giúp cung cấp hỗ trợ cho những người được chẩn đoán mắc AIDS và người thân của họ. Tổ chức này cung cấp cho gia đình của những người bị nhiễm thông tin về bệnh và cách chăm sóc mà không bị nhiễm bệnh. Tổ chức này cũng cung cấp dịch vụ chăm sóc, hỗ trợ và tư vấn, cũng như huy động cộng đồng và chăm sóc khu phố cho những người nhiễm HIV / AIDS và gia đình họ. Dựa trên khái niệm "sống tích cực", TASO là một trong những phản ứng cộng đồng đầu tiên đối với AIDS ở Châu Phi và ngày nay là một trong những ví dụ hàng đầu về chăm sóc và hỗ trợ AIDS và giáo dục cộng đồng để phòng ngừa trong môi trường hạn chế về nguồn lực. Kaleeba làm Giám đốc điều hành của TASO Uganda trong tám năm cho đến năm 1995 khi bà nghỉ hưu, và được bầu làm Người bảo trợ cho phong trào TASO.